# Frihetskrigets frontmannaförbund
Frihetskrigets frontmannaförbund (finska: Vapaussodan Rintamamiesten Liitto), var en 1929 grundad veteranorganisation med högerextrem inriktning för deltagare från de vita i finska inbördeskriget. 
Frihetskrigets frontmannaförbund var en produkt av den politiska mobilisering på högerkanten som ägde rum i slutet av 1920-talet och kan under sina första år betraktas som en stödorganisation för Lapporörelsen. Efter 1932 deltog förbundet inte längre lika aktivt i utomparlamentarisk påtryckningsverksamhet. I stället började man ägna det sociala arbetet bland veteranerna större uppmärksamhet. 
Vid vinterkrigets utbrott hade förbundet närmare 23 000 medlemmar i drygt 200 lokalavdelningar. Det utgav tidskrifterna Rintamamies (från 1930) och Frontmannen (från 1934). Organisationen bytte sommaren 1940 namn till Frontmannaförbundet (finska: Rintamamiesliitto) i ett, i huvudsak misslyckat, försök att locka även veteraner från vinterkriget (då bildades Finlands vapenbrödraförbund som ej hade högerextrem inriktning). Då finländska frivilligbataljonen i Waffen-SS återvände till Finland sommaren 1943 anslöt sig den förening som de i denna bataljon ingående personerna bildade till Frontmannaförbundet. 
Förbundet hörde till de organisationer som upplöstes enligt stipulationerna i vapenstilleståndet med Sovjetunionen i september 1944. Enskilda medlemmar var efter detta engagerade i den "motståndsrörelse" som Tyskland med ringa framgång försökte bygga upp i Finland för få landet att fortsätta kampen på dess sida.